# Weißliche Herzmuschel
Die Weißliche Herzmuschel (Parvicardium scabrum, Syn.: Parvicardium nodosum) ist eine Muschel-Art aus der Familie der Herzmuscheln (Cardiidae) in der Ordnung Cardiida. Sie kommt auch in der Nordsee und im Mittelmeer vor.

## Merkmale
Das gleichklappige, aufgeblähte Gehäuse ist im Umriss breit-eiförmig bis gerundet-dreieckig. Als Maße werden angegeben: 8 mm breit, 7 mm hoch und 5,5 mm im Querschnitt (Dicke). Ausnahmsweise wird das Gehäuse bis 15 mm lang. Es ist leicht ungleichseitig; die kleinen Wirbel befinden sich unmittelbar vor der Mittellinie. Der vordere und hintere Dorsalrand sind ungefähr gleich lang und fallen schräg ab. Der Hinterrand ist leicht abgestutzt, der Vorderrand weit gerundet, ebenso der Ventralrand. Ein schwacher Kiel, der vom Wirbel zum Hinterrand zieht kann den hinteren Teil des Gehäuses leicht gegenüber dem restlichen Gehäuse absetzen. Er ist allerdings nicht bei allen Exemplaren ausgebildet bzw. wahrnehmbar. Die Lunula ist klein und schmal. Das Ligament dagegen ist dagegen kräftig entwickelt und sitzt auf einer kurzen Nymphe. Das Schloss ist nur schwach ausgebildet. In der rechten Klappe sitzen zwei Hauptzähne, zwei vordere Seitenzähne und ein hinterer Seitenzahn. Der obere vordere Seitenzahn ist aber sehr klein. Die linke Klappe hat zwei Hauptzähne und je einen vorderen und hinteren Seitenzahn; der vordere Seitenzahn ist deutliche größer. Die Mantellinie ist deutlich, sie ist nicht eingebuchtet. Es sind zwei etwa gleich große Schließmuskeln vorhanden.
Die Schale ist vergleichsweise dünn und leicht durchscheinend, aber trotzdem sehr festschalig. Die Oberfläche ist mit 25 bis 28 radialen Rippen ornamentiert. Die Zwischenräume zwischen den Rippen sind schmaler als die Rippen, meist nur etwa halb so breit. Die Rippen auf dem vorderen und hinteren Gehäuseabschnitt tragen zahlreich kleine Querbalken, die sich vor allem zum Gehäuserand zu stumpfen, breiten Schuppen und zu kleinen stumpfen, nach außen gebogenen Dornen entwickeln können. Die Rippen im hinteren Gehäuseteil entwickeln sich meist sofort stumpfen Schuppen anstatt der Querbalken, die ebenfalls rasch zum Gehäuserand hin zu stumpfen Dornen werden. Die Rippen werden von feinen randparallelen Anwachsstreifen gekreuzt. Besonders Exemplare, deren Schuppen oder Dornen schwach ausgebildet sind, erhalten dadurch ein gitterartiges Muster. In den meist glatten Zwischenräumen zwischen den Rippen können kleine, flache Gruben ausgebildet sein. Besonders bei Exemplaren aus dem nördlichen Nordatlantik ist dies der Fall. Der innere Gehäuserand ist analog der Rippen und Zwischenräume gekerbt. Die Furchen der Rippen auf der Innenseiten der Klappen erstrecken sich bis zum Ansatz der Mantellinie. Das Periostracum ist ein dünner organischer Überzug und strohgelb gefärbt, meist nur am Ventralrand erhalten. Die Farbe variiert von schmutzig-weißlich bis weißlich-beige, an den Wirbeln auch mit hellgelber oder oranger Tönung Innen ist sie weiß oder gelblich bis orangefarben getönt.
Der Weichkörper des Tieres ist durchscheinend. Der Mantelrand ist zu Filamenten ausgezogen, die weißlich gefärbt sind. Die Siphonen sind hellgelb gefärbt, der Fuß ist weißlich.

## Ähnliche Arten
Die Ovale Teppichmuschel (Timoclea ovata) ist im Gehäuseumriss deutlich mehr dreieckig und hat eine deutliche Mantelbucht. Die randparallelen Elemente sind wesentlich kräftiger ausgebildet, die Rippen sind an den Kreuzungsstellen kurz unterbrochen; in der Wahrnehmung entsteht ein gegittertes Muster. Außerdem hat letztere Art keine Dornen auf den Rippen. und besitzt. Die Dreieckige Herzmuschel (Parvicardium exiguum) ist deutlich stärker aufgebläht (dicker) und auch schiefer und mehr dreieckiger.
Bei Parvicardium minimum sind die Schuppen und Dornen auf den Rippen scharf bzw. zugespitzt. Außerdem sind im Durchschnitt mehr Rippen vorhanden. Der Gehäuseumriss dieser Art ist deutlich rundlicher.

## Geographische Verbreitung und Lebensraum
Das Verbreitungsgebiet der Art reicht von Norwegen bis Marokko, und in das Mittelmeer hinein. Sie kommt auch in den Gewässern um Madeira und den Kanarischen Inseln vor.
Die Tiere graben in schlammigen, sandig-schlammigen oder schlammig-kiesigen Böden, gelegentlich auch zwischen den Wurzeln kleiner Algen (Corallina). Sie kommen von etwa 9 m Wassertiefe bis etwa 100 m Wassertiefe. Sie dringen gelegentlich aber auch in größere Tiefen vor (Nordsieck: 740 m).

## Taxonomie
Das Taxon wurde 1844 durch Rudolph Amandus Philippi in der ursprünglichen Kombination Cardium scabrum in die wissenschaftliche Literatur eingeführt.
Die Art erscheint in der älteren Literatur auch unter dem Namen Cardium nodosum oder Parvicardium nodosum (Turton, 1822). Cardium nodosum Turton, 1822 ist jedoch durch Cardium nodosum Montagu, 1803 präokkupiert und daher ungültig.

## Belege

### Online
- Marine Bivalve Shells of the British Isles: 'Parvicardium scabrum (Philippi, 1844) (Website des National Museum Wales, Department of Natural Sciences, Cardiff) (abgerufen am 21. Mai 2017).
- Marine Species Identification Portal: Parvicardium scabrum (Philippi, 1844) (abgerufen am 21. Mai 2017).
- Parvicardium scabrum (Philippi, 1844) Conchological Society of Great Britain and Ireland (abgerufen am 21. Mai 2017).